# Plejtvák jižní
Plejtvák jižní (Balaenoptera bonaerensis) je druh plejtváka z podřádu kosticovců a čeledi plejtvákovitých, blízce příbuzný plejtváku malému (lat. Balaenoptera acutorostrata). Obývá vody jižní polokoule a poprvé byl přírodovědecky popsán v roce 1867. Dříve byl považován za poddruh plejtváka malého, ale po rozhodnutí Mezinárodní velrybářské komise (zkr. IWC, anglicky The International Whaling Commission) v červnu 2000 byly tyto dva druhy od sebe odděleny.

## Popis
Plejtvák jižní měří na délku 7,2 až 10,7 metrů a váží mezi 5,8 a 9,1 tunami. V průměru měří samice o metr víc než samci. Délka novorozených mláďat se pohybuje mezi 2,4 až 2,8 metry. Hřbet plejtváka jižního je tmavě šedý, zatímco jeho břicho je bílé.

## Zpěv
Plejtvák jižní může vydávat zvuky podobné kachnám. Jeho zpěv, oceánografům známý již od 60. let 20. století, bývá pravidelně slyšet hydrofony umístěnými v chladných vodách Jižního oceánu. Až v roce 2013 byl ovšem zpěv přiřazen k tomuto druhu plejtváka. Zpočátku byl přisuzován ponorkám, ale jelikož byl zaznamenáván pouze v zimě a na jaře, došli vědci posléze k závěru, že se jedná o přírodní a sezónní jev. Mikrofony umístěny na dva jedince plejtváka jižního byly schopny zaregistrovat jejich zpěv, vydávaný většinou v blízkosti hladiny a často chvíli před potopením do hlubin.

## Zdravotní stav populací
Tloušťka vrstvy tuku těchto savců, měřena na více místech Jižního oceánu, slábne. Toto oslabení může poukazovat na zhoršující se zdravotní stav plejtváků nebo na problémy s výživou (například nedostatek krilu), protože tloušťka vrstvy tuku je považována za jeden z ukazatelů dobrého zdravotního stavu u velryb.